# Eclimus quadrata
Eclimus quadrata är en tvåvingeart som först beskrevs av Samuel Wendell Williston  1901.  Eclimus quadrata ingår i släktet Eclimus och familjen svävflugor. Inga underarter finns listade i Catalogue of Life.